# لیستاپاد

لوگوی جشنواره بین‌المللی فیلم مینسک لیستاپاد

جشنواره بین‌المللی فیلم مینسک لیستاپاد (در زبان بلاروسی لیستاپاد به معنی نوامبر است) مهم‌ترین رویداد سینمای بلاروس و جشنواره فیلم سالانه است که در ماه نوامبر در مینسک برگزار می‌شود. اولین دوره این جشنواره در نوامبر ۱۹۹۴ در مینسک آغاز به کار کرد.

## بخش‌های جشنواره
این جشنواره دارای ۴ بخش اصلی است:
- بخش رقابتی فیلم بلند
- بخش سینمای ملی بلاروس
- بخش رقابتی فیلم بلند مستند
- بخش سینمای کودک و نوجوانان

## جوایز
- جوایز بخش رقابتی فیلم‌های بلند شامل:
- جایزه بزرگ نوامبر طلایی برای بهترین فیلم
- جایزه بهترین کارگردانی
- جایزه یادبود یوری ماروخین برای بهترین فیلمبرداری
- جایزه ویژه هیئت داوران که طبق تصمیم هیئت داوران اعطا می‌شود.[۴]

## کارگاه آموزشی
فدراسیون بین‌المللی تهیه‌کننده‌های فیلم (FIAPF) این رویداد سینمایی را به عنوان یک جشنواره فیلم تخصصی و رقابتی برای کشورهای حوزه بالتیک و همچنین کشورهای آسیای میانه، اروپای مرکزی و شرقی در نظر می‌گیرد.
جشنواره بین‌المللی فیلم مینسک لیستاپاد در بخش جنبی به برگزاری کارگاه‌های سینمایی و آموزشی نیز می‌پردازد. عمده سینماگران دعوت شده به این بخش فیلمسازان روسی و حوزه بالتیک بوده‌اند. یوئزاس بودریتیس، لیودمیلا گورچنکو، کشیشتف زانوسی، کلر دنی، آندری زویاگینتسف، امیر کوستوریتسا، سرگئی لوزنیتسا، بریانته مندوزا، کیرا موراتووا و الکساندر سوکوروف از شاخص‌ترین چهره‌هایی بودند که در این کارگاه‌های جنبی تاکنون حضور داشتند.